# Волосянко Микола Миколайович
Мико́ла Микола́йович Волося́нко (13 березня 1972, Старий Лисець, Тисменицький район, Івано-Франківська область — 6 червня 2012) — колишній радянський та український футболіст, захисник. Майстер спорту. Залучався до лав збірної України.

## Життєпис
Микола Волосянко народився в Івано-Франківській області. Займатися футболом почав у ДЮСШ «Прикарпаття» в групі Івана Краснецького, яку згодом очолили Річард Гуцуляк та Тарас Белей. Професійну кар'єру розпочав у складі місцевого «Прикарпаття», яке на той час брало участь у 6 зоні другої ліги чемпіонату СРСР. У першому сезоні молодий захисник провів 10 поєдинків, відзначившись автоголом.
Однак наступний сезон Волосянко розпочав уже у складі «Динамо» (Київ), хоча жодної гри за основний склад так і не провів, відбувши по в середині сезону до іншої київської команди — СКА. У складі армійців Микола провів півтора сезони, швидко ставши основним гравцем клубу. Попри те, що у 1991 році команда виступила вкрай невдало, зайнявши аж 21 місце у другій нижчій лізі, особисто для себе Волосянко зміг занести цей рік у актив, бо мав постійну ігрову практику та прогресував.
Врешті-решт, після розпаду Радянського Союзу та утворення чемпіонату незалежної України, молодий захисник повернувся до рідного «Прикарпаття», яке того року зайняло передостаннє місце у групі «Б» вищої ліги України.
До елітного дивізіону Волосянко повернувся лише у сезоні 1995/96, виборовши путівку до «вишки» в складі «ЦСКА-Борисфен», що утворився після злиття київського ЦСКА та бориспільського клубу, у якому Микола виступав після «Прикарпаття». Молода амбіційна команда зайняла 4 місце, а Волосянко своєю впевненою та не за роками зрілою грою привернув до себе увагу тренерського штабу провідного клубу країни — київського «Динамо».
Конкуренція на той час у динамівській команді була просто таки фантастичною, тож Волосянко здебільшого грав за «Динамо-2», лише зрідка виходячи на поле у складі основної команди. Втім «динамівська прописка» відкрила двері до національної збірної, за яку Микола відіграв один матч, вийшовши замість Сергія Леженцева у матчі з Литвою 13 серпня 1996 року.
Яскраві епізоди динамівської ери чергувалися з провальними. Деякі з них залишили неприємний осад, деякі навпаки стали окрасою усієї кар'єри, як, наприклад, два поєдинки з «Барселоною», у яких кияни перемогли із загальним рахунком 7:0. У тих матчах Волосянко виходив на заміну.
Однак після однієї з розмов з Лобановським Микола вирішив шукати інші варіанти продовження кар'єри і сезон 1998/99 розпочав у складі «Металурга» з Маріуполя. Виокремити певні епізоди з наступних чотирьох років його виступів доволі важко. Волосянко зарекомендував себе як чіпкий, непоступливий захисник, тактично грамотний, з гарним ударом. І в Маріуполі, і в київському ЦСКА, до якого він повернувся у 2000 році, Микола завжди відігравав провідну роль, цементуючи оборону своєї команди. У складі «Арсенала», що став правонаступником армійського колектива, Волосянка було обрано капітаном команди.
У 2002 році знову постало питання пошуку нової команди і після невдалих оглядин у «Дніпрі» Микола вперше за всю кар'єру перейшов до закордонного клубу, яким став новоросійський «Чорноморець». Однак через фінансові негаразди в команді вимушений був залишити розташування новоросійців та підтримувати форму самостійно.
Погравши певний час у «Борисфені» та луцькій «Волині», Микола Волосянко закінчив кар'єру гравця, відігравши за період з 2002 по 2005 рік всього 15 матчів.
Після завершення активних виступів Волосянко брав участь у матчах ветеранів у складі київського «Інтеркаса». Певний час працював разом зі Степаном Матвіївим та Андрієм Анненковим у тренерському штабі «Борисфена», донецького «Металлурга», клубу «Княжа» з Щасливого, а згодом допомагав тому ж Матвіїву у роботі з «Прикарпаттям».
З 2009 року працював тренером у ДЮСШ «Арсенал», проте у серпні 2011 передав справи іншому спеціалісту. Останнім клубом, який тренував Микола Волосянко був ФК «Буча-2», що виступає у першому дивізіоні чемпіонату Київської області.
6 червня 2012 року серце Миколи Волосянка зупинилося. Його було поховано 9 червня у Івано-Франківську. У Миколи Волосянка залишилася дружина та син Владислав, що певний час також займався футболом, проте вирішив не пов'язувати з ним свого життя.

## Досягнення
Командні
- Чемпіон України (1): 1996/97
- Володар Кубка України (1): 1997/98
- Фіналіст Кубка України (1): 2000/01
- Срібний призер першої ліги чемпіонату України (3): 1994/95, 1996/97, 1997/98
- Переможець другої ліги чемпіонату України (1): 1993/94
- Срібний призер першого дивізіону Росії (1): 2002
- Брав участь у чемпіонському сезоні «Динамо» (1997/98), однак провів всього 3 матчі, чого замало для отримання медалей
- Брав участь у «срібному» сезоні «Динамо-3» у другій лізі (1997/98), однак провів всього 4 матчі, чого замало для отримання медалей
- Брав участь у «срібному» сезоні «Борисфена» у першій лізі (2002/03), однак провів всього 4 матчі, чого замало для отримання медалей

Індивідуальні
- У списках «33 найкращих футболістів України» (2): 2000 (№ 2), 2001 (№ 3)
- Майстер спорту